# Краснокрылая питанга-крошка
Краснокрылая питанга-крошка (лат. Myiozetetes cayanensis) — вид воробьиных птиц из семейства тиранновых (Tyrannidae). Обитает в Центральной и Южной Америке.

## Таксономия

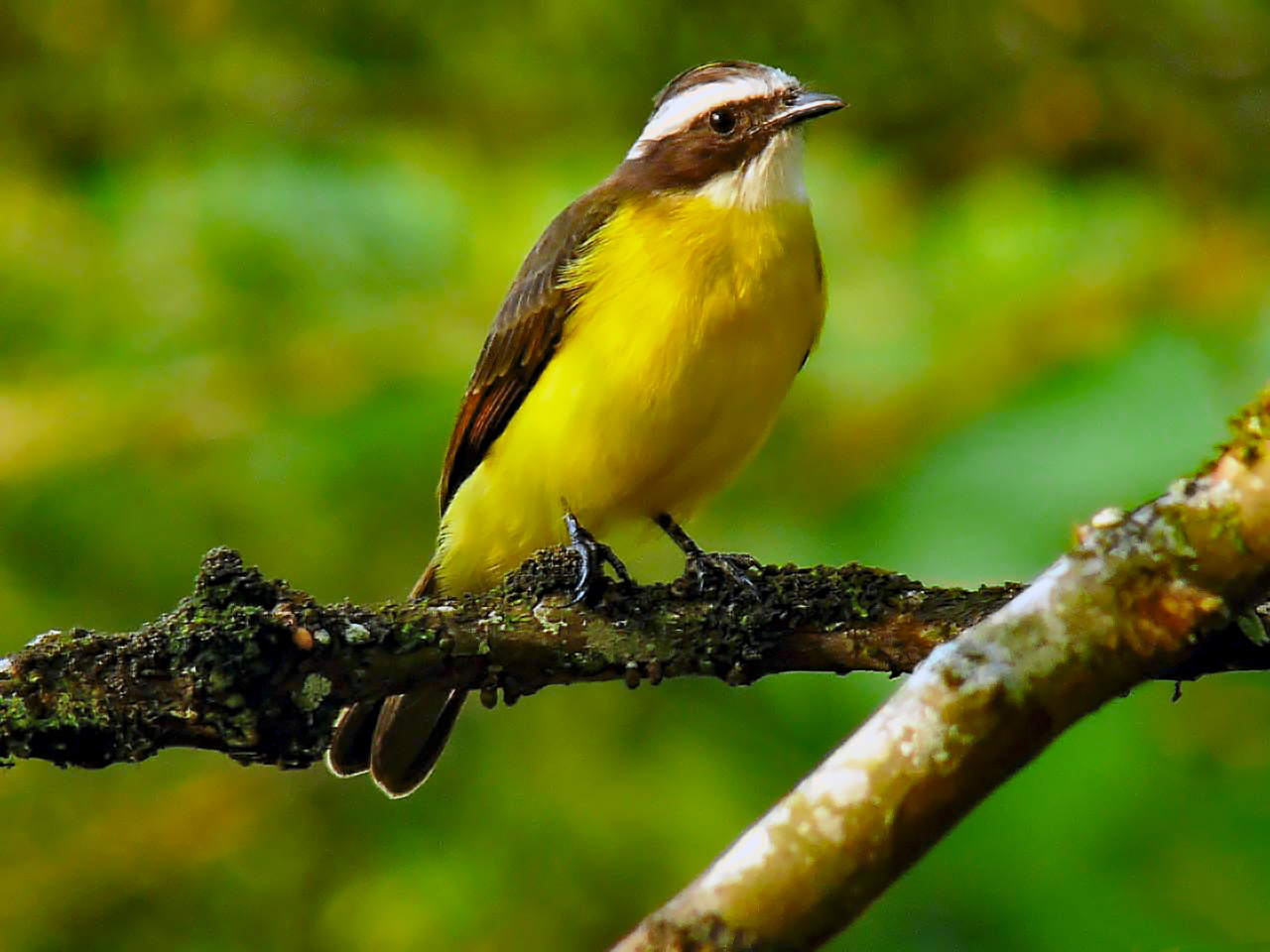
Краснокрылая питанга-крошка (Манисалес, Колумбия)

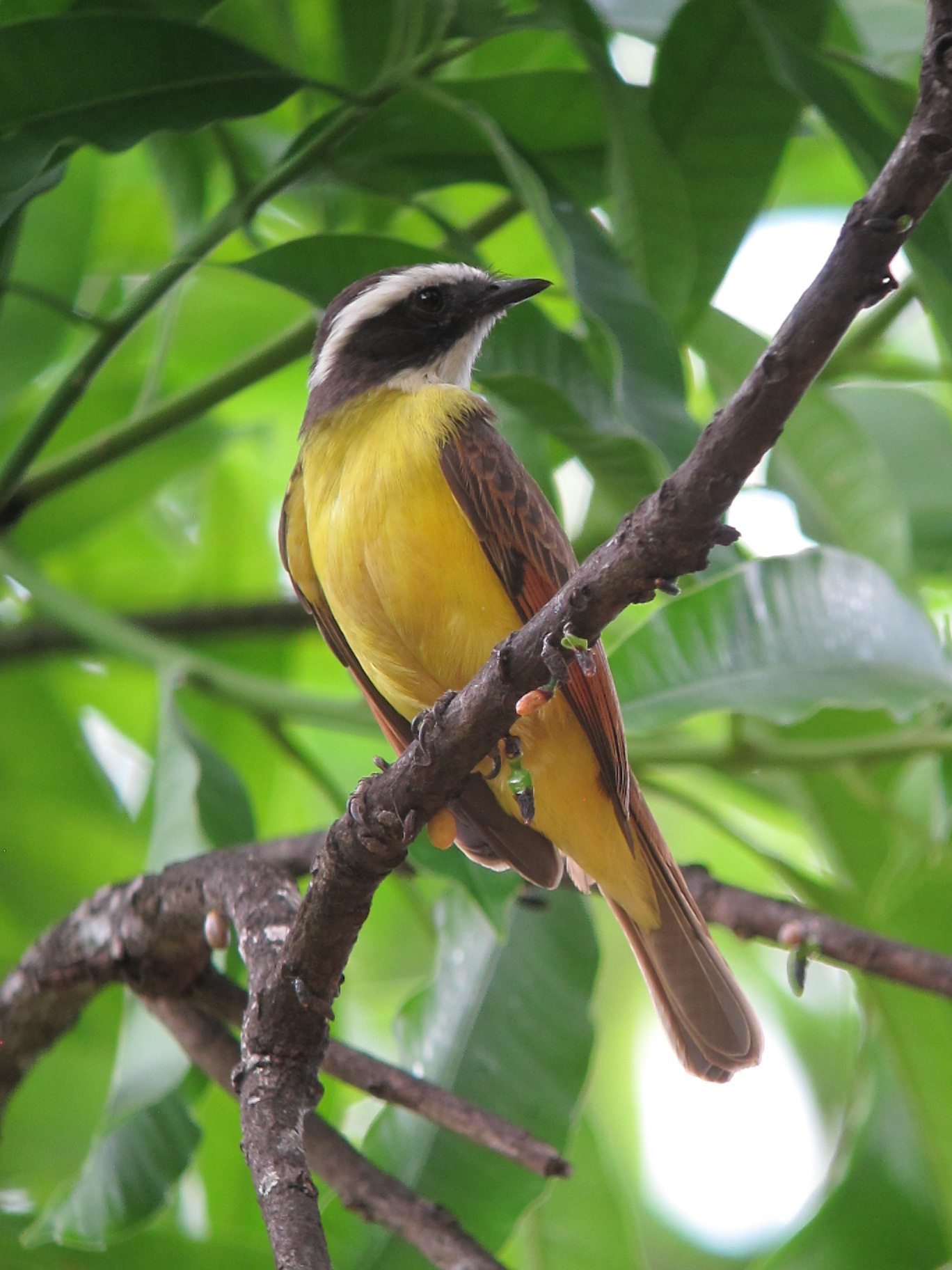
Краснокрылая питанга-крошка (Пуэрто-Карреньо, Колумбия)

В 1760 году французский зоолог Матюрен-Жак Бриссон включил описание краснокрылой питанга-крошки в свою книгу «Ornithologie», описав птицу по образцу из Кайенны (Французская Гвиана). Он использовал французское название Le gobe-mouche de Cayenne и латинское название Muscicapa Cayanensis. Однако, хотя Бриссон и привел латинское название, оно не было научным, то есть не соответствует биноминальной номенклатуре и не признано Международной комиссией по зоологической номенклатуре. Когда в 1766 году шведский естествоиспытатель Карл Линней выпустил двенадцатое издание своей книги «Systema Naturae», он дополнил её описанием 240 видов, ранее описанных Бриссоном. Одним из этих видов была краснокрылая питанга-крошка, для которой Линней придумал биноминальное название Muscicapa cayanensis. Позднее вид был переведен в род питанги-крошки (Myiozetetes), введенный британским орнитологом Филиппом Склейтером в 1859 году. Краснокрылая питанга-крошка является типовым видом этого рода.

## Подвиды
Выделяют четыре подвида:
- M. c. rufipennis Lawrence, 1869 – от восточной до северной Колумбии и восточного Эквадора;
- M. c. hellmayri Hartert & Goodson, 1917 – от юго-западной Коста-Рики и Панамы до юго-запада Эквадора (к югу до Эль-Оро и западной Лохи) и к востоку до северо-западной Венесуэлы (западные склоны гор Кордильера-де-Мерида и бассейн озера Маракайбо);
- M. c. cayanensis (Linnaeus, 1766) – южная Венесуэла, Гвиана, Бразильская Амазония, юго-восток Перу и север Боливии;
- M. c. erythropterus (Lafresnaye, 1853) - юго-восток Бразилии (с востока Минас-Жерайса до Рио-де-Жанейро).

## Распространение и среда обитания
Краснокрылые питанга-крошки живут в Коста-Рике, Панаме, Колумбии, Эквадоре, Перу, Боливии, Венесуэле, Гайане, Суринаме, Французской Гвиане и Бразилии. Они обитают во влажных тропических лесах, на высоте до 1000 м над уровнем моря.

## Сохранение
МСОП классифицирует этот вид как не требующий особых мер по сохранению. По оценкам исследователей, популяция краснокрылых питанга-крошек составляет более 50 миллионов взрослых птиц. Это довольно распространённый вид птиц в пределах своего ареала.